# Bjarne Pettersen
Bjarne Viktor Pettersen, född 8 juni 1891, död 14 december 1983, var en norsk gymnast.
Pettersen tävlade för Norge vid olympiska sommarspelen 1912 i Stockholm, där han var med och tog guld i lagtävlingen i fritt system. 